# Richard Burns Rally
Richard Burns Rally (comúnmente conocido como RBR) es un simulador de carreras disponible para PC, PlayStation 2, Xbox y Gizmondo, publicado por SCi y desarrollado por Warthog con el asesoramiento de la World Rally Championship y el fallecido piloto Richard Burns. También empezó a ser lanzado para Nintendo GameCube pero finalmente fue cancelado por razones que se desconocen, Este simula la conducción de vehículos WRC (World Rally Cars) modernos, y es conocido por su motor de física, el cual era muy avanzado y realista para su época.
Este juego es considerado por muchos como uno de los simuladores de carreras más difíciles y realistas. A pesar de ser un juego diseñado para ser jugado en modo de un jugador, la comunidad ha desarrollado extensiones que permiten el modo Multijugador. Después del lanzamiento en PC, Warthog fue vendido a Gizmondo, que entró en bancarrota en 2006. Después de su publicación, el editor SCi fue adquirido Eidos Interactive.
Está en el Top 5 de "Alternativas para PC de Gran Turismo" en GameDebate.

## Modding y Comunidad
El modding es una práctica general que consiste en modificar algo existente para ajustarlo más al gusto del usuario. La modificación puede ser carácter estético, de rendimiento, etc.
El juego cuenta con una comunidad sumamente activa de jugadores de origen hispano, modeladores, y programadores de extensiones para el juego, hay una gran cantidad de contenido descargable creado por la comunidad como mapas, tramos, mejores físicas, mejoras de texturas, etc.